# Ranchers Bees FC
Ranchers Bees FC is een Nigeriaanse voetbalclub uit Kaduna.

## Erelijst
- CAF Beker der Bekerwinnaars
  - Finalist: 1988

## Bekende ex-spelers
- Daniel Amokachi